# U-5号潜艇 (1935年)
U-5号（德語：U 5）是纳粹德国战争海军建造的六艘II-A型近岸潜艇（或称U艇）之一。它由基尔的德意志船厂承建，于1935年8月14日下水，至当月31日交付使用。该艇在运用生涯的大部分时间内都被用作训练艇，但也参加了第二次世界大战，在其仅有的两次巡逻作战中，未能取得任何战功。1943年3月19日，U-5号在皮劳以西的波罗的海发生潜航事故后沉没，艇内官兵21人罹难、16人幸存。

## 设计
II级潜艇是从一战中德意志帝国海军的UB级和UF级近岸潜艇发展而来。其外观尺寸小，造价便宜且易于生产，在很短时间内便能造好。这款艇具在设计上吸收了为芬兰海军定制的韦西科号的优点，是非常出色的训练艇。但由于它们体积较小，在海面上容易剧烈颠簸，因此也被德国人戏称为“独木舟”（Einbaum）。尽管如此，一些II级艇在训练任务与战斗行动中表现相当出色，许多II级艇的衍生型号也相继被建造出来。
U-5号是一款用于近岸水域作战的II-A型单壳体潜艇。其全长40.9米，舷宽4.1米，高8.6米，并有3.83米的吃水深度。水上和水下排水量则分别为254吨和303吨，惟官方提供的标准吨位为250吨。艇只采用两台曼海姆发动机厂（MWM）生产的六缸四冲程350匹公制馬力（260千瓦特）柴油机用于水面运行，以及两台各配备32个AFA蓄电池组的180匹公制馬力（130千瓦特）西门子-舒克特（SSW）电动发电机用于水下航行；水面最高航速13節（24每小時），水下6.9節（12.8每小時）；能够在水面以8節（15每小時）航速续航1,600海里（3,000），或以4節（7.4每小時）连续在水下航行35海里（65）而无需充电。它有两个轴和两副直径为0.85米的螺旋桨，具备在80－150米的深度运行的能力，紧急下潜需时25秒。
武器装备方面，U-5号在艇艏内置有三具管径为533毫米的鱼雷发射管，呈倒三角形布置，其中左舷一具、右舷一具、底部的中线上还有一具；它们合共配备5枚G7型鱼雷，或可携带最多12枚TMA或18枚TMB水雷。此外，该艇还搭载有一门20毫米30式高射炮作为甲板炮。其标准船员编制为3名军官及22名水兵。造价为150万国家马克。

## 历史
1935年2月2日，海军造舰局正式将六艘II-A型潜艇（U-1至U-6号）的建造合同发包予基尔的德意志船厂。其中U-5号的龙骨是自九天后、即2月11日开始铺设，8月14日下水，至当月31日在首度担任艇长的海军中尉罗尔夫·道的指挥下交付使用，成为德国在签署《英德海军协定》后入列的首批潜艇之一。完成海试后，该艇被编入驻基尔的U艇学校暨训练区舰队担任训练艇直至1939年9月。第二次世界大战爆发后，它分别于1939年9－10月的入侵波兰期间，以及1940年3－4月的威悉演习行动都被用作前线艇。但在其仅有的两次巡逻作战中，未能取得任何战功。从1940年7月1日起，U-5号又转配至此时已更名为第21潜艇区舰队、并改驻皮劳的训练区舰队服役。1943年3月19日，该艇在执行训练任务期间于皮劳以西的波罗的海水域（54°40′N 19°45′E / 54.667°N 19.750°E）发生潜航事故后沉没，艇内官兵21人罹难、16人幸存。

### 两次巡逻
U-5号的第一次巡逻于1939年8月24日凌晨4:30从诺伊施塔特启航，奉命观察卡特加特海峡的航运情况，经过8月29日的中途补给后，至9月8日回到基尔。在这次历时16天的行动中，U-5号及其僚艇曾在波罗的海入口处对波兰战役爆发后经过的波兰海军舰艇发动攻击，但一无所获。
王牌艇长、海军上尉海因里希·莱曼-维伦布罗克指挥了U-5号的第二次巡逻。该艇与U-2号、U-3号和U-6号共同组成第八潜艇集群（驻里讷斯讷斯）参与德国入侵丹麦和挪威的威悉演习行动，并于1940年4月4日中午12:27离开威廉港，至4月19日上午11:48返回当地。期间U-5号曾于4月11日发现一艘英国潜艇并施射了一枚鱼雷，但未能命中。在这次里讷斯讷斯周边为期16天、水面行程1,042.4海里（1,930.5）和水下行程261.8海里（484.9）的行动中，U-5号同样未能击沉或击伤任何舰船。

## 脚注
1. ↑  Rössler，第99頁.
2. ↑  Busch & Röll 1999a，第283頁.
3. 1 2  威廉生，第6頁.
4. 1 2  Gröner 1991，第39–40頁.
5. ↑  Helgason, Guðmundur. . German U-boats of WWII - uboat.net.   [2023-08-18]. （原始内容存档于2022-12-06）.
6. ↑  Kemp，第107頁.
7. ↑  Busch & Röll 1999b，第85頁.
8. ↑  Helgason, Guðmundur. . German U-boats of WWII - uboat.net.   [2023-08-19]. （原始内容存档于2022-07-05）.
9. ↑  Helgason, Guðmundur. . German U-boats of WWII - uboat.net.   [2023-08-19]. （原始内容存档于2022-06-30）.